# Closure
Closure (в пер. с англ. Близость) — видеоальбом американской индастриал-группы Nine Inch Nails, вышедший 25 ноября 1997 года. Closure имеет номер Halo 12 и является двенадцатым официальным релизом группы. Видеоальбом состоит из записей концертных выступлений и закулисных съёмок во время тура Self Destruct Tour, а также видеоклипов, выпущенных группой в период с 1989 по 1997 год.
В августе 2004 Трент Резнор объявил о возможном выходе DVD-переиздания Closure с дополнительным материалом. Релиз был намечен на конец 2004 года, но по неизвестной причине выход был отложен. В 2006 году  в The Pirate Bay произошла утечка материала, который готовился к изданию на DVD. Возможно Трент Резнор сам источник этой утечки, хотя он это отрицает.

## Список композиций

### Self Destruct Tour(VHS 1)
1. «Terrible Lie»
2. «Piggy»
3. «Down in It»
4. «March of the Pigs»
5. «The Only Time»
6. «Wish»
7. «Hurt» (совместно с Дэвидом Боуи)
8. «Something I Can Never Have»

### Видеоклипы (VHS 2)
1. «Head Like a Hole» — 4:31
2. «Sin» — 2:11
3. «Down in It» — 3:50
4. «Pinion» — 1:16
5. «Wish» — 3:42
6. «Help Me, I Am in Hell» — 2:03
7. «Happiness in Slavery» — 4:48
8. «Gave Up» — 4:27
9. «March of the Pigs» — 3:03
10. «Eraser (Live Version)» — 4:23
11. «Hurt (Live Version)» — 5:10
12. «Wish (Live Version)» — 3:49
13. «Closer» — 4:36
14. «The Perfect Drug» — 4:13